# Bói bằng cỏ thi
Bói bằng cỏ thi là một hình thức bói Dịch, lập quẻ bằng cách sắp các cọng cỏ thi theo một quy tắc riêng.
Bói Dịch nguyên là phép xem bói bằng mai rùa (bói giáp cốt). Xưa kia, các thuật sĩ xem hoa văn trên mai rùa mà suy đoán khí hậu, thời tiết, các điều lành dữ... Về sau, phép bói cỏ thi được dùng thay thế hoặc bổ sung cho phép bói mai rùa.
Phương pháp bói bằng cỏ thi được ghi trong "Hệ từ truyện" (chương IX và chương XI, thiên thượng). Sau này, người ta đơn giản hóa việc lấy quẻ Dịch bằng cách gieo đồng xu (còn gọi là lục hào).

## Cách lập quẻ Dịch bằng cỏ thi
- Vật bói: 50 cọng cỏ thi (hoặc 50 que nhỏ).
- Để cho tiện, ta quy ước các ngón bàn tay trái là ngón trỏ số 1, ngón giữa số 2, ngón áp út số 3 và ngón út số 4.
- Cần thao tác ba lần mới được một hào, nghĩa là mất 18 lần mới được một quẻ bói.

### Gieo hào 1 (hào sơ)
Lần 1
- Trả một que vào hộp (hộp dùng để đựng các que bói), chỉ dùng 49 que bói thôi. Chia đại thành 2 mớ bất kỳ, đặt mỗi mớ vào một cái khay (Ta gọi A là mớ que bên trái, B là mớ que bên phải)
- Lấy một que ở mớ B kẹp vào kẽ ngón 3 và ngón 4 tay trái.
- Tay phải tách mớ A thành từng đợt 4 que, sao cho số que dư còn lại là ≤ 4 (ít hơn hoặc bằng 4). Lấy số que dư đó kẹp vào kẽ ngón 2 và ngón 3 tay trái.
- Tay phải tách mớ B thành từng đợt 4 que như trên rồi kẹp số que dư ≤ 4 vào kẽ ngón 1 và 2 tay trái.

Tổng các que trên bàn tay trái là 5 hoặc 9 (9 sẽ được xem là 2, 5 sẽ được xem là 3). Để số que (5 hoặc 9) này qua một bên. Đó là kết quả lần 1.
Lần 2
- Bó que còn lại sẽ là 44 hoặc 40 (do 49 quẻ trừ đi kết quả lần 1 là 5 hoặc 9). Chia đại thành hai mớ bất kỳ A và B. Tiếp tục làm như ở lần 1. Tổng các que trên bàn tay trái sau đó sẽ là 8 hoặc 4 (8 sẽ được xem là 2, 4 sẽ được xem là 3). Để số que (8 hoặc 4) này qua một bên. Đó là kết quả lần 2.

Lần 3
- Số que còn lại có thể là 32 hoặc 36 hoặc 40 (do 44 và 40 trừ kết quả lần 2 là 4 hoặc 8). Chia đại làm hai mớ bất kỳ A và B, rồi tiếp tục tách ra từng đợt như trên. Sau đó tổng các que trên bàn tay trái sẽ là 8 hoặc 4 (8 sẽ được xem là 2, 4 sẽ được xem là 3). Để số que (8 hoặc 4) này qua một bên. Đó là kết quả lần 3.

Cộng 3 kết quả trên với nhau ta được một hào. Thí dụ: Lần 1 được 5 que, lần hai được 8 que, lần 3 được 4 que. Vì 5 kể là 3, 8 kể là 2, 4 kể là 3 nên tổng (5 +8 +4) phải được kể là 3 + 2 +3 = 8.
Dựa theo bảng bói để biết nó là hào gì:
- Số 9: Lão dương (động)
- Số 6: Lão âm (động)
- Số 7: Thiếu dương (tĩnh)
- Số 8: Thiếu âm (tĩnh)

Hào sơ mới gieo được là số 8, vậy nó là hào thiếu âm.

### Gieo hào 2
Gom lại đủ 49 que bói, thao tác y hệt như trên, sau 3 lần ta sẽ được một tổng có thể là 6 hoặc 7 hoặc 8 hoặc 9. Rồi căn cứ vào bảng bói trên mà biết đó là hào gì.

### Gieo hào 3, 4, 5, 6
Thực hiện như trên.
Như vậy, mất 18 lần thao tác ta mới lập được một quẻ bói.

## Đoán giải
Sau khi lập được quẻ Dịch với quẻ gốc (quẻ chủ), hào động và quẻ biến (nếu có), người giải đoán căn cứ lời quẻ (thoán từ), lời hào (hào từ) trong Kinh Dịch để luận đoán sự lành dữ, tốt xấu cho đương sự.
Lời giải là sự tổng hợp của thoán từ và hào từ của quẻ gieo được, chú trọng nhất là hào động. Ngoài ra cần xét thêm quẻ biến từ hào động và quẻ hỗ. Khi xét quẻ biến thì bỏ đi ý nghĩa của hào tương ứng với hào động. Trong bói toán, tính trực giác của người giải đoán là rất quan trọng cho kết quả giải đoán.